# Alberto Ibáñez Mezquita
Alberto Ibáñez Mezquita, né le 11 novembre 1991 à Vila-real (province de Valence), est un homme politique espagnol, porte-parole et membre d'Initiative du peuple valencien (IdPV).
Conseiller municipal de Vila-real entre 2011 et 2015, il est secrétaire régional à l'Égalité et à l'Inclusion auprès de la vice-présidente et conseillère de la Généralité valencienne Mónica Oltra. Il est élu député au Congrès en 2023.

## Biographie

### Études et secrétaire à la Généralité valencienne
Alberto Ibáñez Mezquita est né le 11 novembre 1991 à Vila-real, dans la province de Valence. Il étudie les sciences politiques à l'université de Valence et l'éducation sociale à l'université ouverte de Catalogne, mais il n'a pas achevé ses études.

### Activités politiques
Alberto Ibáñez débute son parcours politique lors des élections municipales de 2011, lorsqu'il est élu conseiller de Vila-real, restant en fonction jusqu'en 2015. Il est membre du parti Initiative du peuple valencien.
Après le retour de la gauche au pouvoir en Communauté valencienne, il est nommé en 2015 secrétaire régional à l'Inclusion du département de l'Égalité et des Politiques inclusives de la Généralité valencienne, dirigé par la vice-présidente du gouvernement de la communauté autonome, Mónica Oltra. Elle le nomme en 2019 secrétaire à l'Égalité et à la Diversité, poste qu'il occupe jusqu'en 2020.
En février 2022, à l'issue du VIe congrès de l'Initiative du peuple valencien, il est élu porte-parole du parti avec Aitana Mas,.
En juin 2023, il est investi à la deuxième place sur la liste de la coalition Compromís - Sumar dans la circonscription de Valence pour les élections de juillet 2023,. À l'issue des élections, il est élu député aux Cortes Generales avec Sumar, la coalition obtenant 240 712 voix à Valence.